# Mistrzostwa Białorusi w Skokach Narciarskich 2009
Mistrzostwa Białorusi w Skokach Narciarskich 2009 – zawody w skokach narciarskich, przeprowadzone w marcu 2009 roku w miejscowości Raubicze w celu wyłonienia indywidualnego mistrza Białorusi.
W 2009 roku w ramach mistrzostw Białorusi w skokach narciarskich rozegrano jedynie konkurs indywidualny na skoczni średniej. Miał on miejsce w marcu 2009 roku na obiekcie K–50 wchodzącym w skład Olimpijskiego Kompleksu Sportowego Raubicze w miejscowości Raubicze. Złoty medal zdobył Alaksiej Murawicki, który oddał skok na odległość 52 metrów. Pozostałe miejsca na podium mistrzostw Białorusi zajęli Alaksandr Hanczarou (srebrny medal; 49,5 m) i Dzmitryj Kraucou (brąz; 48 m).
Wynik osiągnięty przez Alaksieja Murawickiego (52 metry) był jednocześnie rekordem skoczni, na jakiej rozgrywano zawody.

## Medaliści
| Konkurs                       | Złoto              | Srebro              | Brąz             |
| ----------------------------- | ------------------ | ------------------- | ---------------- |
| indywidualny skocznia średnia | Alaksiej Murawicki | Alaksandr Hanczarou | Dzmitryj Kraucou |